# Albert Wittstock

Albert Wittstock

Albert Friedrich Wittstock (* 20. August 1837 in Wusterhausen; † 16. Januar 1903 in Leipzig) war ein deutscher Schriftsteller, Pädagoge und Schulrektor.

## Leben

### Ausbildung
Der Sohn eines Landwirts wuchs nach dem frühen Tod des Vaters († 1843) in Neuruppin auf, wo er das Gymnasium besuchte. Er studierte anschließend an der Universität Berlin Theologie und Philologie. 1859 legte er hier das Examen für das höhere Lehramt ab.

### Pädagogische Tätigkeit
Stationen seiner pädagogischen Tätigkeit waren Ödenburg, wo er 1860 Lehrer am deutsch-evangelischen Gymnasium wurde. 1861 war er Hauslehrer in Wien, wo er Franz Schuselka nahestand und 1862 die Jahrbücher für das evangelische Schulwesen in Österreich herausgab. 
Als Mitarbeiter von Thomas Gaspey (1788–1871) am Institut für Anglistik promovierte er anschließend im Fach Philologie an der Universität Heidelberg. 1865 wurde er Lehrer an der höheren Bürgerschule in Frankfurt am Main. Um sich auf eine akademische Laufbahn im Fach Philologie vorzubereiten, wechselte er 1866 als Lehrer an die Institution internationale nach Genf, ging 1867 nach London und 1868 als Lehrer an die Église Saint-Thomas-d'Aquin nach Paris. 
Bei Ausbruch des Deutsch-Französischen Krieges kehrte er 1870 nach Deutschland zurück und übernahm das Amt eines Schuldirektors in Pößneck. Dort lernte er seine spätere Frau Thekla (1846–1941) kennen, die aus der Pößnecker Unternehmerfamilie Conta stammte. 
Ab 1872 war er Direktor zweier Volksschulen sowie Leiter einer Fortbildungsschule in Reudnitz. Besondere Verdienste erwarb er sich um die Gründung der Reudnitzer Realschule, zu deren ersten Direktor er im Jahre 1876 – unter Beibehaltung seiner bisherigen Ämter – berufen wurde. 1881 trat er aus gesundheitlichen Gründen von der Leitung der Realschule zurück. 1886 wurde er in den Ruhestand verabschiedet.

### Wissenschaftliche Tätigkeit
Albert Wittstock veröffentlichte wissenschaftliche Arbeiten auf philologischem und pädagogischem Gebiet. Besonders zu erwähnen sind hierbei seine Encyclopädie der Pädagogik im Grundriss, die er 1865 in Heidelberg veröffentlichte, und seine Geschichte der Deutschen Pädagogik im Umriss. Von den ältesten Zeiten bis zur Gegenwart aus dem Jahre 1866. Seine Übertragung der Selbstbetrachtungen Mark Aurels aus dem Griechischen, die er 1894 im Reclam-Verlag herausgab, gilt bis heute als deutsche Standardübersetzung. Daneben veröffentlichte er Prosawerke, Gedichte und Dramen. 

### Soziale Tätigkeit
Als Pädagoge engagierte sich Albert Wittstock besonders für die Bildung sozial schwacher Bevölkerungsschichten. 1899 veröffentlichte er in der Allgemeinen Deutschen Lehrerzeitung eine vielbeachtete Artikelserie zum Thema Die soziale Frage und die Schule. Aus seinem Nachlass stiftete Wittstock testamentarisch 10 000 Mark für die Errichtung von Freistellen an den Schulen, an denen er in Reudnitz Rektor war und 5000 Mark für die Errichtung einer Kinderbewahranstalt in Mosen.

## Ehrungen und Mitgliedschaften
- 1901 Ernennung zum Hofrat durch den Herzog von Sachsen-Meiningen
- 1903 Benennung einer neuen Straße im Leipziger Stadtteil Reudnitz in Wittstockstraße
- Mitglied der Freimaurerloge Balduin zur Linde in Leipzig